# Magnus Bengtsson (Bjälboätten)
Magnus Bengtsson (Bjälboättens lagmansgren), död 1263, var en svensk fogde och lagman.

## Biografi
Magnus Bengtsson var son till Bengt Magnusson (Bjälboätten) och räknas som stamfar till Bjälboättens lagmansgren, även kallad Folkungaättens lagmansgren. Han nämns första gången 1247 som lagman i Östergötlands lagsaga och fogde på Kalmar slott. Magnus Bengtsson hade lagmansämbetet till sin död 1263.

### Familj
Magnus Bengtsson var gift med Ragnhild (död 1262). De fick tillsammans barnen lagmannen Bengt Magnusson (Bjälboättens lagmansgren) (död omkring 1294) och Ulfhild Magnusdotter som var gift med Bengt Magnusson och Birger Filipsson (Aspenäsätten).

## Monument
Det finns ett felplacerat gravmonument tillägnat kung Magnus Nilsson i Vreta klosterkyrka som antagligen har tillkommit genom att Rasmus Ludvigsson förväxlade uppgifterna från fragment av en äldre gravsten med att det är denne Magnus Bengtsson eller hans sonson och namne som egentligen har sin familjegrav i koret där monumentet står.